# Brixia sundara
Brixia sundara är en insektsart som beskrevs av Williams 1975. Brixia sundara ingår i släktet Brixia och familjen kilstritar. Inga underarter finns listade i Catalogue of Life.